# Wilson Bethel
Wilson Bethel, né le 24 février 1984 à Hillsborough, dans le New Hampshire, est un acteur américain.
Révélé par son rôle de Ryder Callahan dans le soap opéra Les Feux de l'amour (2009-2011), il interprète le rôle de Wade Kinsella dans la série Hart of Dixie (2011-2015), puis celui du Tireur dans la saison 3 de Daredevil et sa suite.
Il est le fils de l'écrivain Joyce Maynard.

## Biographie

### Carrière
Avant d'obtenir un rôle répétitif  dans le feuilleton télévisé Les Feux de l'amour, Wilson apparaît dans les séries télévisées JAG, Cold Case, et NCIS : Enquêtes spéciales. En  2008, il fait ses débuts au cinéma, dans le film The Last Squad où il joue le Caporal Dan Green.
Il décroche  le rôle du Caporal Evan « Q-Tip » Stafford dans la mini-série de HBO : Generation Kill. Depuis 2011, il apparaît dans la série Hart of Dixie, où il incarne  Wade Kinsella le voisin et bad-boy de Zoé (Rachel Bilson), le personnage principal de la série. Il intègre le casting de la saison 3 de Daredevil, diffusée sur Netflix, où il interprète Benjamin Poindexter, un ennemi du héros connu sous le nom de Bullseye.

### Famille
Sa mère est l'écrivaine Joyce Maynard.

## Filmographie

### Films
- 2008 : The Last Squad : Caporal Dan Green
- 2013 : Inside The Box : Matt

### Télévision
- 2004 : Newport Beach (saison 1, épisode 20) : Brad
- 2005 : JAG (saison 10, épisode 21) : Charles Bander
- 2005 : NCIS : Enquêtes spéciales (saison 3, épisode 5) : John Kirby
- 2008 : Generation Kill : Caporal Evan « Q-Tip » Stafford
- 2008 : Cold Case (saison 6, épisode 5) : Jimmy Tully
- 2009-2011 : Les Feux de l'amour : Ryder Callahan
- 2011-2015 : Hart of Dixie : Wade Kinsella
- 2011 : The perfect student : Trent
- 2015 : Bates Motel (saison 3, épisode 6) : Taylor
- 2015 : The Astronaut Wives Club : Scott Carpenter
- 2015 : Blood and Oil : Finn Wyler
- 2016 : Esprits criminels (saison 11, épisode 13) : Randy Martin alias Randy Jacobs
- 2016 : Murder (saisons 2 et 3) : Charles Mahoney
- 2018 : Daredevil (saison 3) : Benjamin Poindexter/Bullseye
- 2019-2023 : All Rise : Mark Callan
- 2025 :  Daredevil: Born Again : Benjamin Poindexter/Bullseye